# 火星间歇泉跳跃者
火星间歇泉跳跃者（英語：Mars Geyser Hopper）是美国宇航局为发现级任务设计的探测器概念，该探测器主要研究火星南极周围地区所发现的春季二氧化碳间歇泉。
火星间歇泉跳跃者推荐使用的动力技术为先进斯特林放射性同位素发电机(ASRG)，美国宇航局已完成先进斯特林放射性同位素发电机的设计，并制作了一台测试样机，但该计划在2010年中期被中止。无论是洞察号，还是所有入围下一轮发现计划半决赛评选的提案都没采用先进斯特林放射性同位素发电机(ASRG)或放射性同位素热能发电机，原因是它对限供的特种钚需求量过大。

## 背景

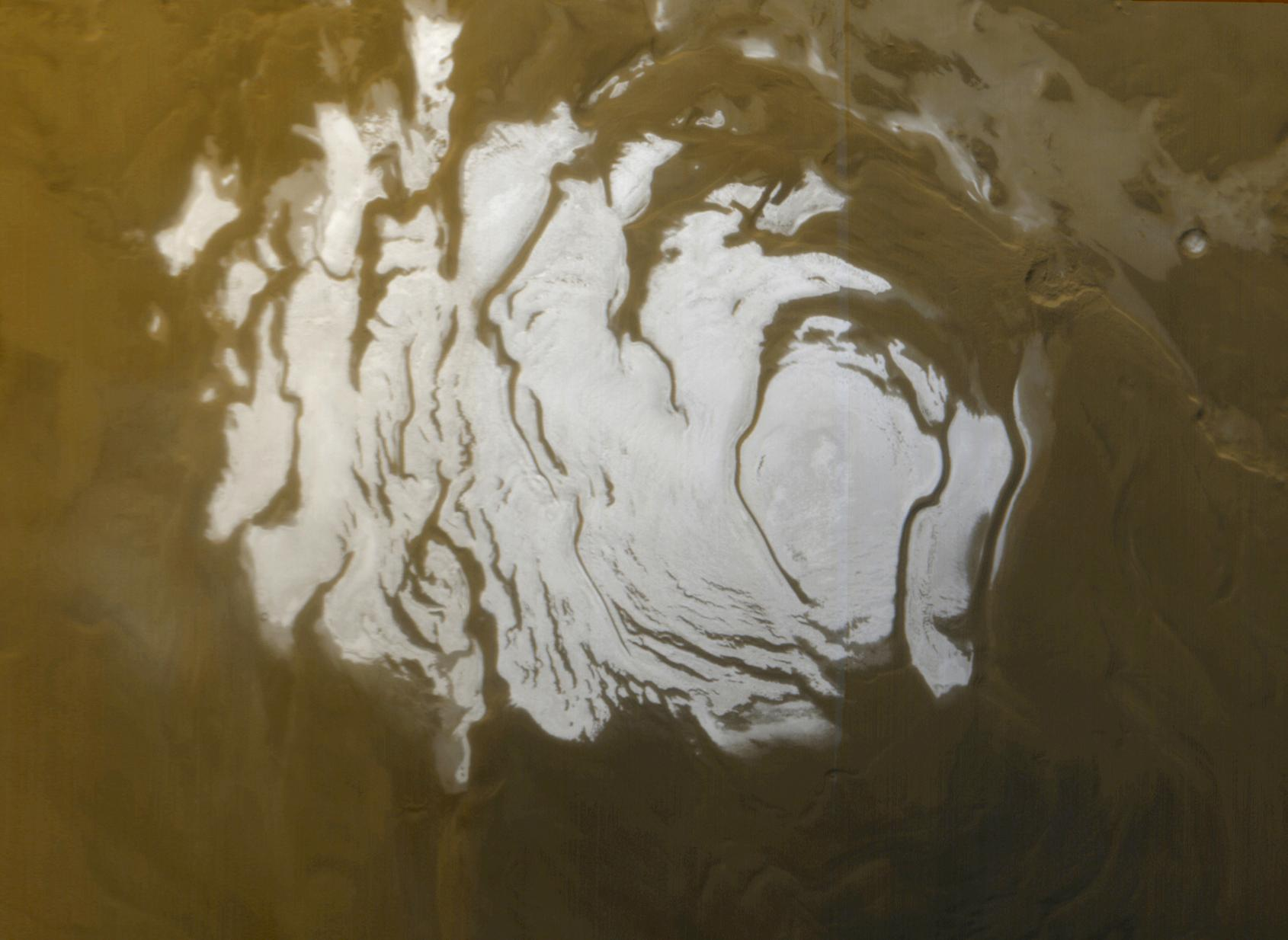
火星南极冰盖(注：在这种情况下，冰也有可能是二氧化碳干冰，而非水冰)。

在经过一场有关新计划的讨论后，美国宇航局于20世纪90年代正式启动了发现计划，并完成了诸如起源号、深度撞击和开普勒太空望远镜等一系列任务。本次任务是针对该计划而设计，至少最初是这样。
最早进行跳跃探测的无人自动探测器之一是勘探者6号月球着陆器，它于1967年成功软着陆在月球上并进行了着陆后的跳跃；另一次有可能的跳跃者任务将是在土星的卫星“土卫二”上。跳跃者最突出的能力，是具有探访不同地点的潜力，另一项跳跃型任务是彗星跳跃者，它曾获得发现计划半决赛入围奖，以进一步研究飞往“46P/维塔宁彗星”(Wirtanen)的跳跃任务。
2012年曾猜测，间歇泉跳跃者任务可能会在洞察号火星着陆器之后飞行。

## 任务概述
该任务预计耗资3.5亿美元，费用上限不超过4.25亿美元，不包含发射费用。它必须能在2016年3月1日发射(或不迟于2016年12月31日)，只有这样才能赶在火星夏季登陆南极地区。为了降低成本并将风险减至最低，该探测器将沿用以前的设计理念，即火星凤凰号着陆器的设计，它的飞行经历已证明了所具备的软着陆能力和可重启的火箭推进系统，能完全满足本次任务所需。
该探测器将降落在火星南极附近的目标着陆区，该区域数百公里范围内分布有大量的间歇泉，密度至少为每1-2公里(0.62-1.24英里)就有一处。着陆器在夏季着陆后至少要“跳跃”两次，以重新定位到间歇泉现场附近，并在那里度过整个冬季，等候春天第一缕阳光的到来，亲眼目睹“火星间歇泉喷发”的现象，并观察喷流碎屑的分布样式和通道。

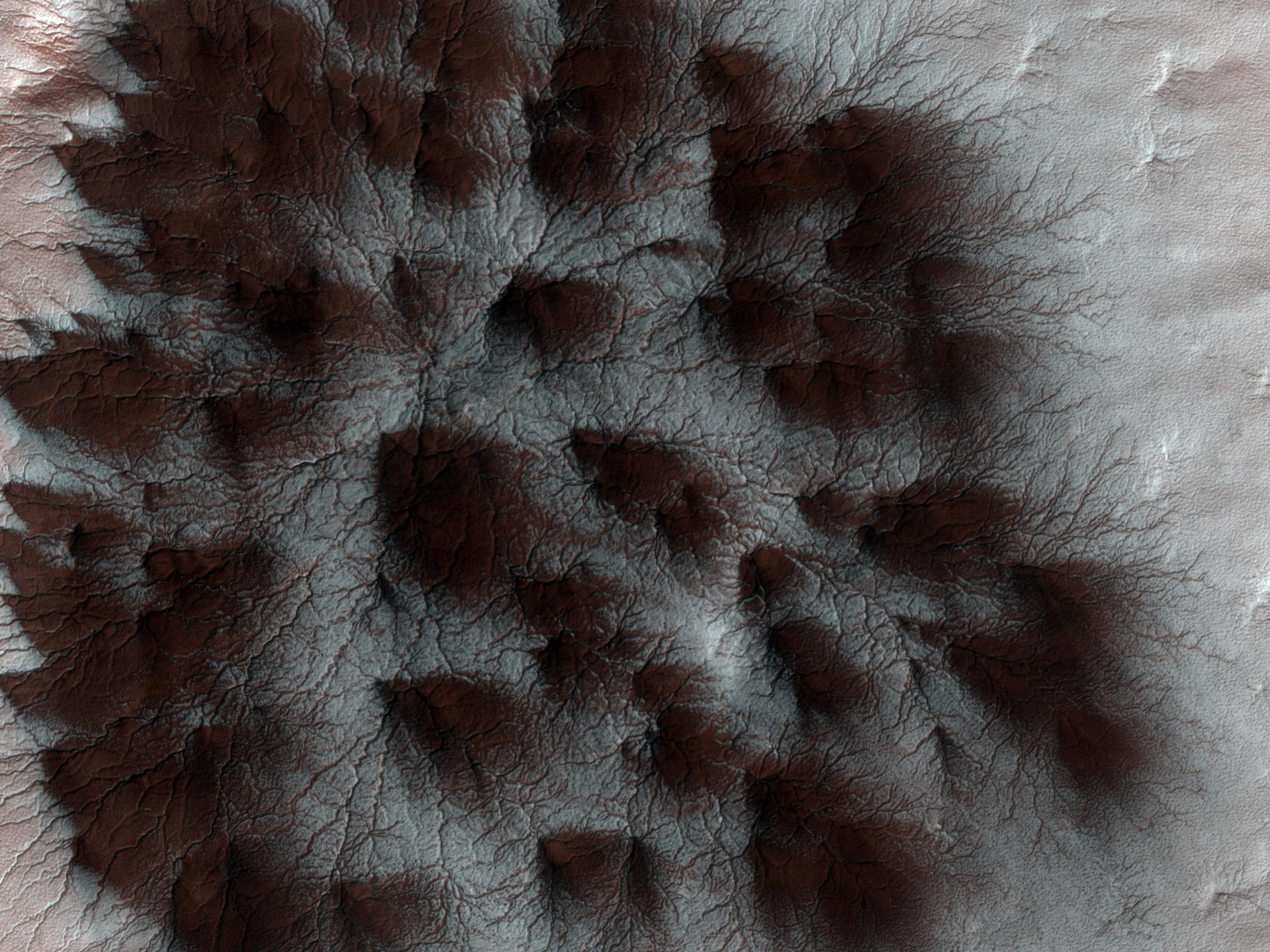
一处显然是喷发沉积物的巨大“蜘蛛”状特征，形成了黑色的沙丘斑点。图像大小：纵横1公里(0.62英里)。

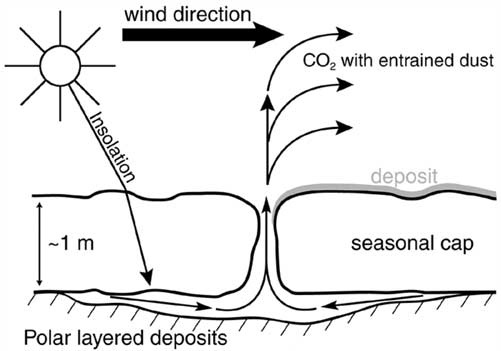
按照"西尔万·皮克斯"(Sylvain Piqueux)的说法，太阳光从底部引起升华，导致膨胀的CO_{2}气体积聚，最终夹带着尘埃喷薄而出，并形成具有明显方向性-表明风力作用的黑色扇形沉积物。

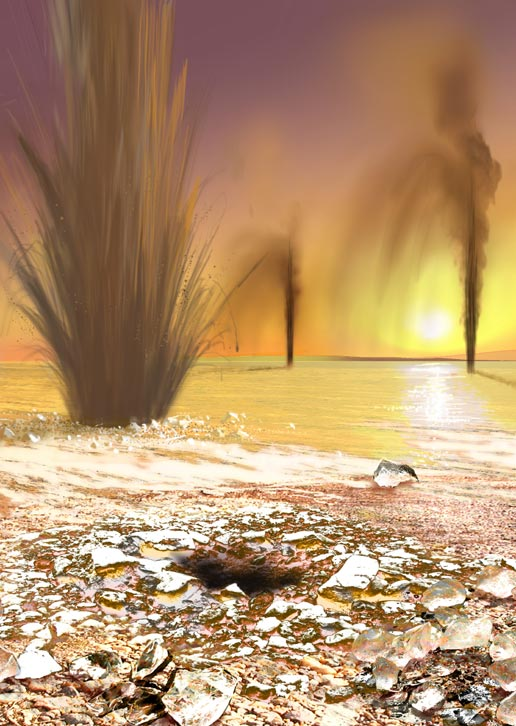
正在喷发含沙喷流的火星间歇泉想像图(艺术家罗恩·米勒创作，美国宇航局出版)。

火星间歇泉不同于任何地球地质现象，这些特征的形状和异常的蜘蛛状外观激发了有关它们起源的各种科学猜想，从霜冻反射率差异到涉及生物过程的解释。然而，目前所有的地球物理模型都假设存在某种间歇泉样的活动，不过，对它们的特点及形成过程仍存有争议。
CO2冰的季节性冻结和融化导致了许多特征的出现，例如在冰层下分布有蛛网状裂缝或通道的深色沙丘斑点，在地面和冰之间蚀刻出网状的放射状通道，使其看起来像蛛网，然后，内部积聚的压力喷出气体和黑色玄武质沙或灰尘，这些物质沉积在冰面上，从而形成黑色的沙丘斑点。这一过程很快，在数天、数周或几个月的时间里就可以观察到，这种增长速度在地质学上相当罕见——尤其在火星上。

### 任务概念
从发射始，整个任务持续时间将为30个月，包括8个月的星际巡航，然后在火星表面执行22个月(一个火星年)的主要任务。飞船将进入大气层，在已知形成间歇泉的南极地区进行火箭反推的软着陆。这次登陆将在极地夏季进行，届时地表上没有冰。预测的着陆区范围约为20x50公里(12x31英里)大小，因此着陆目标只是一个区域，而不是特定的间歇泉位置。在着陆后的第一阶段，它将进行科学勘测，以确定着陆地点的特征，了解该地区夏季无冰期的地表地质情况。
然后，探测器将收起科学仪器并重新点燃发动机，第一跳距离可达2公里(1.2英里)，这一跳的目的是将着陆器移动到在一处可直接探测间歇泉区的位置，并检查间歇泉所在区的地表面。
探测器将再次收起仪器并启动发动机进行第二次跳跃，跳跃距离 ~100米(300英尺)，这一跳将把着陆器放置在一处地势相对较高的越冬地点，在那里着陆器可很好地环视周围环境，靠近但不位于已知间歇泉的位置上，并处于预期喷流碎屑降落区之外。探测器将在剩余的夏秋季阳光下描绘局部区域特征，然后进入“越冬模式”。着陆器将在冬季继续传输工作状态数据和气象报告，但不会进行重大探测活动 。
当极地春天到来时，着陆器将从优选的最佳观测位置研究间歇泉现象。探测器上的自动间歇泉探测设备将扫描周边环境，一般常规图像只存放在缓冲器中，并不转发到地球。但一旦探测到间歇泉喷发，将触发高速、高分辨率图像传输，包括粒子运动和红外光谱的光学雷达特征，同时，搭载的仪器将对溅落到着陆器表面的所有沉降粒子进行化学分析。
在盛春季节，间歇泉的喷发比率大概为每天一座。如果同时检测到多个，探测器将依据特定算法聚焦于最近或“最佳”的喷泉。这一主要探测任务将持续约90天，预计春夏期间可观测到数十次的间歇泉活动。如有需要的话，任务可从2018年8月11日起继续延长一整个火星年，直到第二个火星夏季。
跳跃者的概念也可用于探索极地间歇泉观测以外的其它的任务，多火箭动力跳跃能实现从最初着陆点到感兴趣目标区的转移，这对于火星以及太阳系其他地方更大范围的地形都极具有价值，并将展现一种新形式的探测车，可穿越比以往任何任务所遇到的更崎岖的地形，这一任务概念将适用于探索很多的行星和卫星。

## 探测器

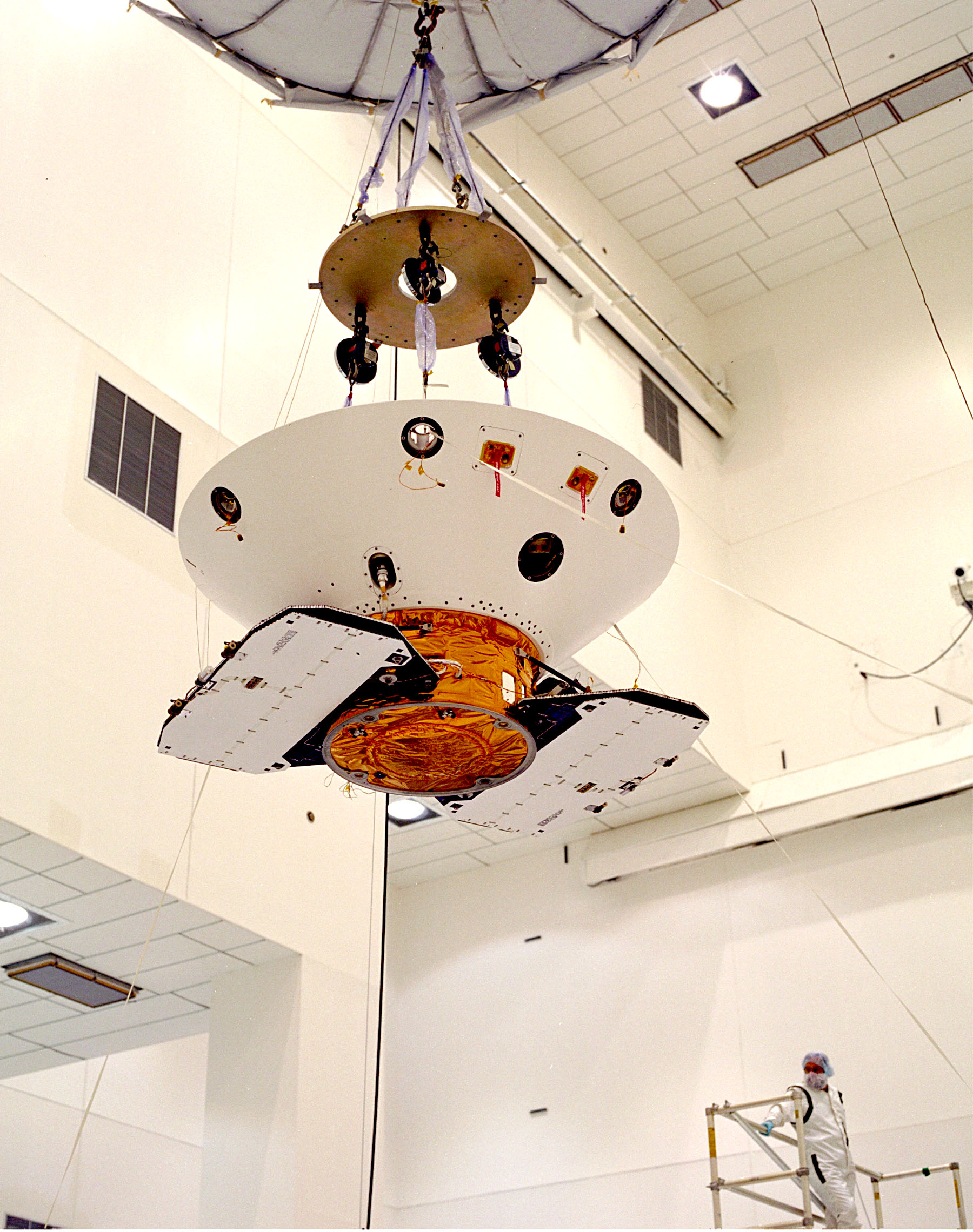
尝试登陆极地的火星极地着陆者号，该任务后来由凤凰号火星极地着陆器完成。

### 电力
间歇泉现象发生在一段长时间的极夜之后，间歇泉本身形成于极地初春之时，此时的气温约在摄氏-150°(华氏-238°)左右，太阳角度仅高出地平线几度。事实上在间歇泉出现之前放置探测器是很必要的，但环境极端、太阳角度较低，这也使得以太阳能板为主要电源的应用环境变得很恶劣。因此，使用质量为126千克(278磅)的先进斯特林放射性同位素发电机和应用于进入/下降/着陆阶段以及跳跃时短时额外功率所需的锂电池就非常有吸引力。然而，先进斯特林放射性同位素发电机的开发却在2013年被美国宇航局取消了。
 

### 推进
跳跃推进系统以凤凰号着陆系统为基础，使用集成的联氨单组元推进系统，配备15台比冲230秒的MR-107N型喷气推进器，用于着陆和跳跃。反推力系统是四台比冲量为215秒的MR-103D型喷气推进器和一台比冲量为220秒的MR-102型喷气推进器，该系统将使用191千克推进剂燃料。
 

### 通信
着陆器将通过X波段经巡航舱特高频天线转发，直接与地球通信。图像和所有数据中继将由火星侦察轨道器操作团队协调。
 

### 探测设备
科学探测仪器包括用于观察间歇泉事件的立体摄像机(MastCam)和用于挖掘地表采集土壤样本进行化学分析的机械臂(来自凤凰号)。另外还配备了一台光感测及测距仪(激光雷达)、一架着陆相机和一台用于遥感地质分析与天气遥感的热光谱仪。

## 另请参阅
- 火星气候
- 火星飞机
- 火星科学实验室（火星漫游车好奇号）
- 凤凰号探测器（极地着陆器）
- 特里同跳跃者（探索海王星卫星海卫一的跳跃者探测器）